# Florence Pernel
Pour les articles homonymes, voir Pernel (homonymie).
Florence Pernel est une actrice française née le 30 mai 1962 à Neuilly-sur-Seine.

## Biographie

### Carrière
Suivant l'exemple de sa mère, mannequin, Florence Pernel a été mannequin junior. On la retrouve ainsi dans le catalogue des 3 Suisses ou dans les publicités pour les yaourts Danone.  A l'âge de dix ans, elle accompagne sa mère figurante dans un film corse : Plein Soleil. La cinéaste Marie Suzini craque sur son physique et, alors que le tournage a déjà commencé, la jeune Florence se retrouve les cheveux au carré teints en noir pour jouer dans son premier film.
À 17 ans, elle envoie sa photo à une agence artistique dans l'espoir d'être découverte. C'est finalement le cas lorsque Louis Grospierre jette son dévolu sur elle pour jouer dans Tarendol en 1979.
Elle prend par la suite ses distances avec le milieu du spectacle et devient quelque temps brocanteuse. Elle renoue ensuite avec la télévision et le cinéma après des retrouvailles avec Dominique Besnehard, devenu agent chez Artmedia.
Le cinéaste polonais Krzysztof Kieślowski la choisit pour le second rôle de Trois couleurs : Bleu, sorti en 1992 et pour Trois couleurs : Blanc, en 1993.

### Vie personnelle
Elle est mariée au documentariste Patrick Rotman depuis 2005. Ensemble, ils ont deux enfants : Paul et Tina,.

## Filmographie

### Cinéma

#### Longs métrages
- 1980 : Le Cœur à l'envers de Franck Appréderis : Pauline
- 1981 : Allons z'enfants d'Yves Boisset
- 1982 : Salut, j'arrive de Gérard Poteau
- 1982 : Que les gros salaires lèvent le doigt ! de Denys Granier-Deferre : Odile
- 1990 : Il y a des jours... et des lunes de Claude Lelouch
- 1990 : L'Affaire Wallraff (The man inside) de Bobby Roth
- 1990 : Cellini, l'or et le sang (Una vita scellerata) de Giacomo Battiato (+ version TV)
- 1991 : Mauvaise fille de Régis Franc : Rose
- 1992 : Les Enfants du naufrageur de Jérôme Foulon : Ludevine, la fille des aubergistes
- 1992 : La Cavale des fous de Marco Pico : Fabienne
- 1993 : L'Écrivain public de Jean-François Amiguet : Martine
- 1993 : Trois couleurs : Bleu de Krzysztof Kieślowski : Sandrine
- 1994 : Le Bateau de mariage de Jean-Pierre Améris : Mauve
- 1994 : Trois couleurs : Blanc de Krzysztof Kieślowski
- 1997 : Violetta la reine de la moto de Guy Jacques : Amélie
- 1997 : Vive la République ! d'Éric Rochant : Solange
- 1997 : Le Jeune Homme amoureux (En brazos de la mujer madura) de Manuel Lombardo : Bobi
- 1999 : Un hiver au bout du monde (Egy tél az isten hata mögött) de Can Togay (en)
- 2000 : Yoyes de Helena Taberna
- 2000 : La Vache et le Président de Philippe Muyl : Sarah
- 2003 : À la petite semaine de Sam Karmann : Laurence
- 2009 : Le Coach d'Olivier Doran : la séduisante lectrice
- 2010 : L'Autre Dumas de Safy Nebbou : Ida Ferrier Dumas
- 2011 : La Conquête de Xavier Durringer : Cécilia Sarkozy
- 2017 : Ce qui nous lie de Cédric Klapisch : Chantal
- 2019 : Let's Dance de Ladislas Chollat : Directrice Durant

#### Courts métrages
- 1990 : Blanc cassé de Marco Pico
- 1994 : Une belle âme d'Éric Besnard
- 1996 : Tic tac d'Éric Besnard
- 1997 : Paroles d'hommes de Philippe Le Dem
- 1997 : Mon Prince charmant de Josiane Morand
- 2000 : L'Importance de Fleur Arens

### Télévision
- 1973 : Plein Soleil de Jean Archimbaud : Vanina, 10 ans
- 1980 : Tarendol de Louis Grospierre : Marie
- 1992 : Marie-Galante, série télévisée de 4 épisodes de Jean-Pierre Richard
- 1992 :  La femme de l’amant de Christopher Frank
- 1993 - 2002 : Le juge est une femme, série télévisée : Florence Larrieu, juge d'instruction
- 1994 : Jalna, mini-série, de Philippe Monnier : Élise et Molly
- 1995 : L'Amour en prime de Patrick Volson
- 1995 : Arthur Rimbaud, l'homme aux semelles de vent, mini série, de Marc Rivière : Jeanne Bardey
- 1996 : Mon amour de Pierre Joassin
- 1996 - 1999 : Les Steenfort, maîtres de l'orge, série télévisée, de Jean-Daniel Verhaeghe : Margrit Steenfort-Feldhof
- 2000 : La Femme de mon mari de Charlotte Brändström : Diane
- 2003 :
  - L'Adorable Femme des neiges de Jean-Marc Vervoort : Lucie
  - Les Thibault, mini-série, de Jean-Daniel Verhaeghe : Thérèse de Fontanin
  - Lagardère d'Henri Helman : Inès de Nevers / Caylus
- 2004 :
  - Le voyageur sans bagage de Pierre Boutron : Valentine
  - Vérité oblige, épisode Dénonciation calomnieuse : Maître Marion Kaplan
  - Je serai toujours près de toi, téléfilm sur TF1 de Claudio Tonetti (2 fois 90 minutes)
- 2005 :
  - Éliane de Caroline Huppert
  - Jaurès, naissance d'un géant de Jean-Daniel Verhaeghe : Séverine
  - Commissaire Cordier, épisode Un crime parfait : Élisabeth Peyrac
  - Je t'aime à te tuer d'Alain Wermus : Béatrice
- 2006 :
  - Monsieur Léon de Pierre Boutron : Irène
  - Le Fantôme de mon ex, de Charlotte Brändström : Julia
- 2007 :
  - Le Clan Pasquier, mini-série, de Jean-Daniel Verhaeghe : Solange Meesemacker
  - Marie Humbert, le secret d'une mère, téléfilm sur TF1 : Marie Humbert
- 2008 :
  - Françoise Dolto, le désir de vivre de Serge Le Péron : Jenny
  - De sang et d'encre de Charlotte Brändström : Julie Martial
- 2009 - 2015 : Mes amis, mes amours, mes emmerdes..., série télévisée : Caroline
- 2010 : Le Désamour de Daniel Janneau
- 2011 : Louis XI, le pouvoir fracassé d'Henri Helman : Anne de Beaujeu
- 2012 : Nom de code : Rose d'Arnauld Mercadier : Laurence de Seznac
- 2014 :
  - 3 femmes en colère de Christian Faure : Marion
  - La Clef des champs de Bertrand Van Effenterre : Madame la maire
- 2014 - 2022 : série Crime à...
  - 2014 : Crime en Aveyron de Claude-Michel Rome : la substitut du procureur Élisabeth Richard
  - 2014 : Crime en Lozère de Claude-Michel Rome : la vice-procureure Élisabeth Richard
  - 2015 : Crime à Aigues-Mortes de Claude-Michel Rome : la vice-procureure Élisabeth Richard
  - 2016 : Crime à Martigues de Claude-Michel Rome : la vice-procureure Élisabeth Richard
  - 2017 : Crime dans les Alpilles d'Éric Duret : la vice-procureure Élisabeth Richard
  - 2018 : Crime dans le Luberon d'Éric Duret : la vice-procureure Élisabeth Richard
  - 2019 : Crime dans l'Hérault d'Éric Duret : la vice-procureure Élisabeth Richard
  - 2020 : Crime à Saint-Affrique (Crime dans le Larzac) : la vice-procureure Élisabeth Richard
  - 2021 : Crime à Biot de Christophe Douchand : la vice-procureure Élisabeth Richard
  - 2022 : Crime à Ramatuelle de Nicolas Picard-Dreyfuss : la procureure Élisabeth Richard
- 2015 :
  - Paris de Gilles Bannier, série télévisée : Alice Ardent[6]
  - Au revoir... et à bientôt ! de Miguel Courtois : Lila Garfin
- 2016 : Caïn, série télévisée, saison 4, épisode 7 (Justice 2.0) : Anna Becker, psycho-criminologue
- 2018 : Un mensonge oublié d'Éric Duret : Catherine Bricourt
- 2019 :
  - Sam, épisode Allister : la mère d'Allister
  - Le Bazar de la Charité d'Alexandre Laurent :'Mathilde de Jeansin
- 2020 :
  - Léo Matteï, Brigade des mineurs : Karine Legrand
  - Meurtres à Granville de Christophe Douchand : Camille Fauvel
- 2021 et 2023 : L'École de la vie d'Elsa Bennett et Hippolyte Dard : Carole Mine (saison 1 et 2)
- 2021 : Service volé de Jérôme Foulon : la mère d'Isabelle Demongeot
- 2021 : L'Art du crime : Un cœur de pierre [S05-E01] : Jeanne Dulac
- 2023 : Enquête Parallèle de Stéphanie Pillonca-Kervern : Fred Chaperot
- 2024 : Enquête Parallèle : Un crime presque parfait de Stéphanie Pillonca-Kervern : Fred Chaperot

## Doublage
- 2017-2018 : Au nom du père : Elisabeth Krogh (Ann Eleonora Jørgensen)

## Théâtre
- 1999 : Un tramway nommé Désir de Tennessee Williams, mise en scène de Philippe Adrien, Théâtre de l'Eldorado
- 2001 : La Boutique au coin de la rue de Miklós László, mise en scène de Jean-Jacques Zilbermann, Théâtre Montparnasse
- 2007 : La Mémoire de l'eau (en) de Shelagh Stephenson, mise en scène de Bernard Murat, Petit Théâtre de Paris
- 2007 : Un type dans le genre de Napoléon de Sacha Guitry, mise en scène de Bernard Murat, Théâtre Édouard VII
- 2011-2013: Quadrille de Sacha Guitry, mise en scène de Bernard Murat, Théâtre Édouard VII et en tournée
- 2012 : Le Dindon de Georges Feydeau, mise en scène de Bernard Murat, Théâtre Édouard VII
- 2015 : Le Père de Florian Zeller, mise en scène de Ladislas Chollat, Comédie des Champs-Élysées
- 2016 : Maris et Femmes de Woody Allen, mise en scène Stéphane Hillel, Théâtre de Paris
- 2018 : Suite française de Irène Némirovsky, mise en scène Virginie Lemoine, théâtre du Balcon au festival off d'Avignon
- 2019 : Comment ça va? de Stéphane Guérin, mise en scène Raphaëlle Cambray, théâtre La Luna au festival off d'Avignon
- 2021 : Inavouable de Éric Assous, mise en scène Jean-Luc Moreau, Comédie des Champs-Elysées
- 2023 : Le Jour du kiwi de Laetitia Colombani, mise en scène Ladislas Chollat, théâtre Édouard VII
- 2023 : Le Huitième ciel de et mise en scène Jean-Philippe Daguerre, théâtre La Bruyère
- 2025 : Still de Lia Romeo, mise en scène Anne Bouvier, Théâtre du Chien qui fume, festival off d'Avignon

## Distinctions

### Nominations
- Molières 1999 : nomination au Molière de la comédienne dans un second rôle pour Un tramway nommé Désir
- Molières 2002 : nomination au Molière de la comédienne pour La Boutique au coin de la rue